# Umferðarmiðstöðin BSÍ

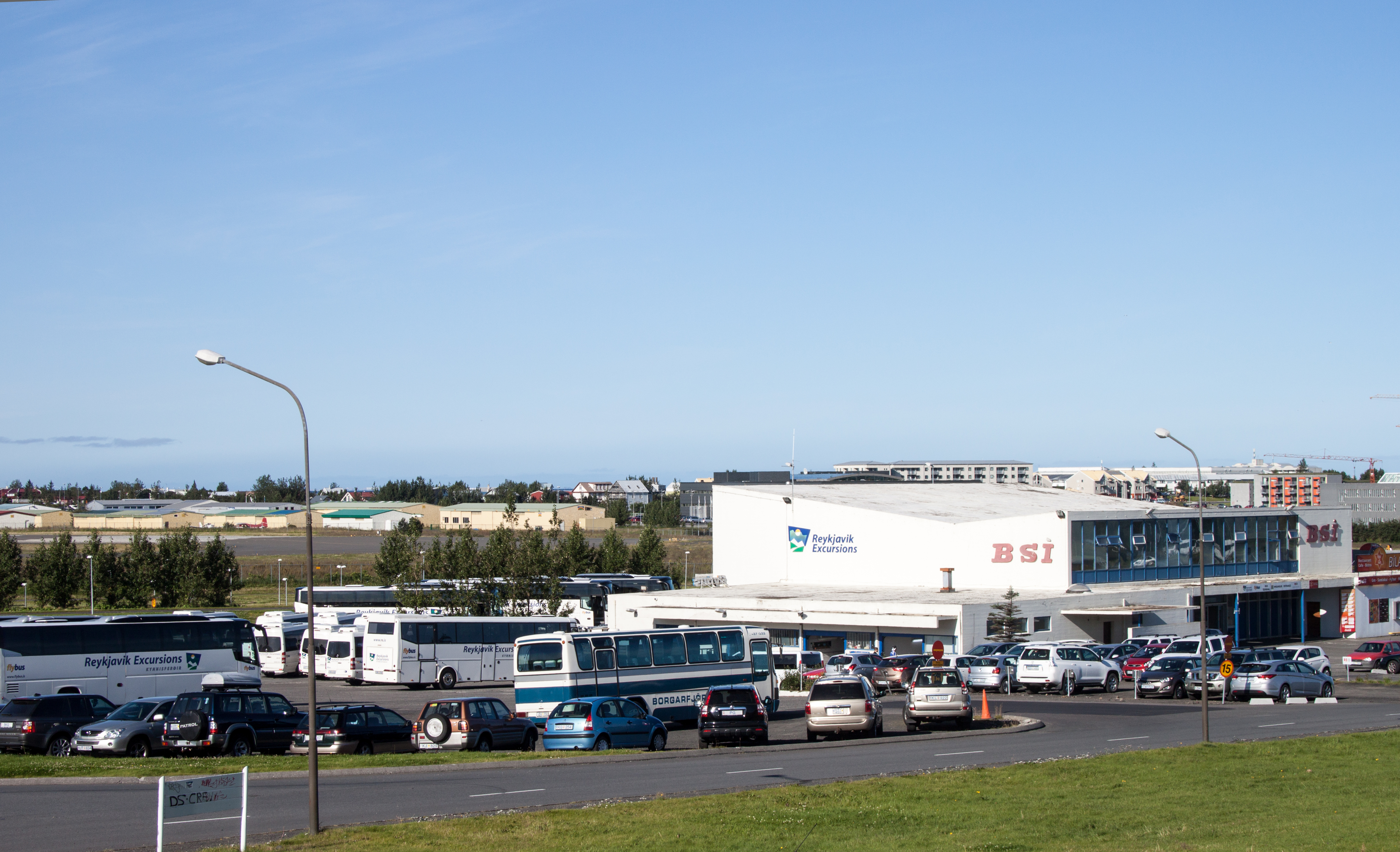
BSÍ im Jahr 2014

Das Umferðarmiðstöðin BSÍ (deutsch wörtlich Verkehrszentrum BSÍ, oft nur als BSÍ bezeichnet) ist ein Busbahnhof am Vatnsmýrarvegur 10 in der isländischen Hauptstadt Reykjavík. Die Abkürzung BSÍ steht ursprünglich für Bifreiðastöð Íslands, deutsch etwa Isländische Kraftfahrzeugstation. Historisch handelt es sich um den zentralen Knotenpunkt für Überlandbusse aus Reykjavík in andere Regionen Islands, der in dieser Funktion jedoch durch den Individual- und Inlandsflugverkehr an Bedeutung verloren hat. Heute verkehren ab dem BSÍ vor allem die Busse zum Flughafen Keflavík und Ausflugsbusse der Firma Reykjavik Excursions (Kynnisferðir). Die Stadt Reykjavík beabsichtigt, auf dem Gelände einen zentralen Busbahnhof für den städtischen Busverkehr einzurichten (Stand: 2021), welcher an das Metrobussystem Borgarlína angeschlossen sein soll.

## Geschichte
Nach Fahrplan verkehren Busse in Island seit 1928. 1948 wurde der Verband isländischer konzessionierter Busunternehmer (Félag sérleyfishafa) gegründet. Der Busbahnhof BSÍ entstand 1955 ursprünglich als Einrichtung dieses Verbands, auf dem Höhepunkt des Fernbusverkehrs in Island. Er erhielt ab etwa 1960 zunehmend Konkurrenz durch Inlandsflüge und den individuellen Pkw-Verkehr. Das heutige Gebäude wurde ab 1960 nach Plänen des Architekten Gunnar Hansson errichtet und am 21. November 1965 eröffnet.
Bekanntheit erlangte auch das im BSÍ eingerichtete Schnellrestaurant für seine traditionelle isländische Küche mit Gerichten wie Svið (gesengte Schafsköpfe). Lange Zeit war es zugleich ein Drive-in-Restaurant; 2017 wurde das Drive-In nach 37 Jahren aufgegeben.
Im Oktober 2012 wurde gemeldet, dass die Stadt Reykjavík das BSÍ erwerben und künftig als Zentrum für den öffentlichen Verkehr in der Stadt, insbesondere für die Stadtbusse von Strætó, aber auch für weitere Angebote wie Fahrradverleih und Taxis nutzen wolle. Der Reisebusanbieter Kynnisferðir solle einen Mietvertrag für die weitere Nutzung erhalten. Auch nach einer Meldung von 2019 soll das BSÍ künftig den Platz Hlemmur als zentralen Busbahnhof für die Stadtbusse ersetzen.

## Heutiges Angebot
Bis zur geplanten erweiterten Nutzung des BSÍ durch die Stadt Reykjavík wird das BSÍ vor allem vom Busunternehmen Reykjavik Excursions (Kynnisferðir) genutzt, das neben Ausflugsbussen und Linienbussen durch das isländische Hochland auch den Flughafenbus Flybus zum internationalen Flughafen Keflavík betreibt. Als die COVID-19-Pandemie in Island den touristischen Verkehr zum Erliegen brachte, stellte Reykjavik Excursions 2020 den Betrieb des BSÍ zeitweilig ein. Im August 2021 wurde im BSÍ ein Zentrum für COVID-19-Schnelltests eingerichtet.

## Trivia
Die gleichnamige isländische Band BSÍ nimmt mit ihrem Namen einerseits Bezug auf den Busbahnhof, andererseits nennen sie Brussels Sprouts International als alternative Bedeutung. Das Musikvideo zu ihrem Song Vesturbæjar Beach beginnt am BSÍ.